# Weißer Stein (Spitzkunnersdorf)

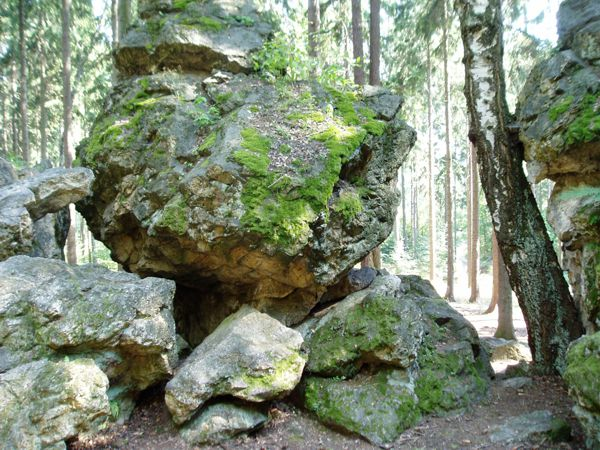
Der Weiße Stein aus dem Innenhof der Karasekhöhle fotografiert

Der Weiße Stein ist ein bis zu sechs Meter hohes Felsgebilde im Hofebusch bei Spitzkunnersdorf in der Oberlausitz. Durch Erosion entstand in diesem Felsen auch die sogenannte Karasekhöhle.

## Geologie
Der Weiße Stein besteht größtenteils aus Quarzit und Muskovitschüppchen. Er gehört zum selben Gang, der auch am Waldschlößchen bei Seifhennersdorf vorbei westlich weiter nach Šluknov zieht. Das Gestein mit einer Mächtigkeit von bis zu 50 Metern besitzt eine weiße bis gelbe, teilweise auch rötliche oder braune Farbe. Durch das steile Einfallen der Gesteinsschicht wirkt sie als Grundwassersperre, wodurch im Sommer die nördlich gelegenen Quellen versiegen.
Durch verschiedene Härtegrade des Gesteins entstanden bei der Erosion des Gesteins Blöcke, Felstrümmer und auch schachtartige Höhlungen.

## Karasekhöhle
Ende des 18. Jahrhunderts hatte der Räuberhauptmann Johannes Karasek an diesem Felsenmassiv einen Treffpunkt für seine Bande eingerichtet, zu der auch eine Höhle im Weißen Stein gehörte. Im Volksmund wird auch davon gesprochen, dass Karasek hier einen Schatz vergraben haben soll.